# حافظ (عباس الشرقي)
حافظ (بالفارسية: حافظ) هي منطقة سكنية تقع في إيران في قسم عباس الشرقي الريفي. يقدر عدد سكانها بـ 185 نسمة .